# Crema ganache
La crema ganache, detta anche parigina, si ottiene mescolando panna fresca e cioccolato (di solito in quantità uguali) insieme a una piccola parte di burro.

## Preparazione
Si prepara versando la panna bollita sul cioccolato (preferibilmente sminuzzato per facilitarne la fusione) e mescolando con piccole oscillazioni al centro del recipiente. La ricetta varia secondo l'uso: ad esempio, per ottenere una maggior consistenza, si può aumentare la quantità di cioccolato in rapporto alla panna.

## Utilizzo
La ganache viene utilizzata per guarnire le torte oppure per ricoprire il tronchetto di Natale (bûche de Noël, in francese).

## Etimologia
La ganache deriverebbe il suo nome da un errore di manipolazione: un apprendista era stato apostrofato dal suo maestro con l'epiteto di ganache (in francese "maldestro"; letteralmente : fr. personne peu intelligente et incapable) dopo aver versato, per errore, della panna bollente nel cioccolato. Invece di essere inutilizzabile, il composto si rivelò delizioso e così si chiamò come il soprannome del suo involontario inventore.